# Агнець (фільм)
«Агнець» — ісландсько-польсько-шведський містичний фільм жахів 2021 року. Режисер Вальдімар Йоханнссон; сценарист Вальдімар Йоханнссон та Сьон Сігурдссон; продюсер Піодор Густафссон. Світова прем'єра відбулася 13 липня 2021 року; прем'єра в Україні — 18 листопада 2021-го.

## Про фільм
Бездітна пара фермерів мешкає на віддаленій фермі, і одного разу стикається з незвичайною ситуацією — вівця народжує дивовижне ягня. Пара вирішує ростити особливе ягня як власну дитину. Але те, що принесло мир в сім'ю, скоро їх зламає.

## Знімались
| Актор                    | Роль                |
| ------------------------ | ------------------- |
| Нумі Рапас               | Марія               |
| Хільмір Снайр Гуднасон   | Інгвар              |
| Бйорн Глюнур Гаральдссон | Петур               |
| Інгвар Еггерт Сігурдссон | людина в телевізорі |